# Zygmunt Karwacki
Zygmunt Karol Karwacki, ps. „Stanisław Bończa” (ur. 20 października 1893 w majątku Czarnowiec pow. Pińczów, poległ 4 lipca 1916 pod Kościuchnówką) – podporucznik Legionów Polskich, kawaler Orderu Virtuti Militari.

## Życiorys
Pochodził z rodziny o tradycjach patriotycznych. Jego ojciec Karol Karwacki, właściciel Paśmiech i folwarku Czarnowiec żonaty z Ludwiką z domu Zakrzewską miał trzech synów: Zygmunta, Wacława i Stefana.
Zygmunt Karwacki uczęszczał do gimnazjum w Kielcach, później kształcił się w Warszawie. Od 1910 roku czynnie uczestniczył w skautingu i w organizacjach niepodległościowych. W 1912 roku ukończył gimnazjum Konopczyńskiego w Warszawie i podjął studia w Wyższym Studium Rolniczym Uniwersytetu Jagiellońskiego w Krakowie. W tym samym roku wstąpił do Polskich Drużyn Strzeleckich. W krótkim czasie awansował do stopnia podchorążego. W 1913 Komendant Józef Piłsudski odznaczył go najzaszczytniejszym wówczas odznaczeniem „Parasol”.
Podczas pobytu na wakacjach w Kieleckiem wyruszył konno do Krakowa i jako jeden z „siódemki” Beliny przekroczył granicę Królestwa. 1 sierpnia 1914 roku Władysław Belina-Prażmowski otrzymał od Józefa Piłsudskiego rozkaz sformowania kilkuosobowego patrolu rekonesansowego z zadaniem dokonania zwiadu na tereny zaboru rosyjskiego. W skład patrolu razem z Beliną weszli strzelcy: Janusz Głuchowski, Antoni Jabłoński, Stefan Hanka-Kulesza, Stanisław Grzmot-Skotnicki, Ludwik Kmicic-Skrzyński, Zygmunt Karwacki jako przewodnik. Po powrocie z pierwszego patrolu został przydzielony do grupy Mieczysława Ryś-Trojanowskiego, która wyruszyła do Kielc (Pierwsza Kompania Kadrowa). Wkrótce wrócił do kawalerii Beliny i jako ułan, wachmistrz, a wkrótce szef 1 szwadronu Bieliny brał udział w operacji korczyńskiej we wrześniu 1914 roku. 9 października został mianowany na stopień podporucznika oraz komendanta garnizonu Kielce (z ramienia Polskiej Organizacji Narodowej). W listopadzie 1914 mianowany dowódcą plutonu w IV Batalionie, został ranny 25 grudnia 1914 w bitwie pod Łowczówkiem, leczył się w szpitalach w Białej i w Wiedniu.
Do sierpnia 1915 roku wykonywał misje powierzane mu przez Józefa Piłsudskiego. Był też krótko kierownikiem wywiadu i komendantem POW okręgu radomskiego.
Wkrótce Zygmunta Karwackiego przeniesiono ponownie do działań liniowych jako komendanta plutonu w 2. kompanii I batalionu 5 Pułku Piechoty Legionów Polskich. Brał udział w kampanii wołyńskiej gdzie poległ 4 lipca 1916 roku w bitwie pod Kostuchnówką nad Styrem. Zygmunt Karol Karwacki został pochowany w zbiorowej mogile w Wołczewsku. Mogiła ta już nie istnieje.
Zygmunt Karol Karwacki został pośmiertnie mianowany kapitanem.

## Ordery i odznaczenia
- Krzyż Srebrny Orderu Wojskowego Virtuti Militari nr 6475 – pośmiertnie, 17 maja 1922[6][7][8]
- Krzyż Niepodległości – pośmiertnie, 9 grudnia 1930 „za pracę w dziele odzyskania niepodległości”[9]
- Krzyż Walecznych czterokrotnie – pośmiertnie, 1922[10][11]
- Odznaka Pamiątkowa „Pierwsza Kadrowa”[12]